# Laura Suárez (actriz argentina)
Laura Suárez Interllige (Mendoza, Argentina, 10 de junio de 1974) es una actriz de televisión argentina y ecuatoriana. 

## Trayectoria
Desarrolló la mayor parte de su carrera artística en Ecuador, debutando como secundaria en la comedia Mis adorables entenados de la cadena Ecuavisa. Su primer protagónico lo realizó en 1993 en la miniserie No quiero ser bella de Teleamazonas, siguiendo en 1995 en la telenovela Dulce tormento (nuevamente en Ecuavisa) y en la serie Emergencia de TC Televisión.
Tras un breve paso por Colombia, donde formó parte del elenco de la telenovela Isabel me la veló en 2001, protagonizó otros roles en Ecuador.

### Vida personal
Está casada con el exfutbolista Marcelo “Pepo” Morales. En 2001 fue diagnosticada con esclerosis múltiple. Desde 2007 regresó a Argentina junto a su familia, donde continúa con el tratamiento de su enfermedad.

## Filmografía
- Mis adorables entenados (1989)
- No quiero ser bella (1993)
- Dulce tormento (1995)
- Emergencia (1999)
- Isabel me la veló (2001)
- Yo vendo unos ojos negros (2004)
- Mis Primas (2006)